# Lieselotte Fink
Lieselotte Fink (geb. Weiss, Rufname Lilo) (* 2. November 1935 in Frankfurt am Main; † 5. November 2001 in Mauritius) war eine deutsche Modistin und Unternehmerin.

## Leben
Lieselotte Fink wuchs in Frankfurt am Main mit drei Geschwistern auf. Sie schloss den Schulbesuch mit dem Abitur ab. Anschließend absolvierte sie eine Ausbildung als Industriekauffrau, besuchte eine Mannequinschule und arbeitete einige Jahre als Vorführdame.
1963 heiratete sie Hugo Fink, einen rumänischen Unternehmer, und begann ein Jahr nach der Heirat in dem von Fink gegründeten Modeunternehmen Fink Modelle GmbH mitzuarbeiten. Nach dem Tod des Ehegatten 1975 führte Lilo Fink das Unternehmen 20 Jahre weiter. Anfang der 1980er Jahre lag der Umsatz bei 350 Millionen DM. 1996 wechselte Fink von der Unternehmensleitung in den Gruppen-Beirat.
Im Oktober 1997 meldete das Unternehmen für sich und die deutschen Tochterfirmen Fink Vertrieb GmbH, Yarell Mode GmbH und Louis Féraud GmbH beim Darmstädter Amtsgericht ein Vergleichsverfahren an.

## Auszeichnungen
- 1978 Bundesverdienstkreuz am Band
- 1979 Trophée International de l’Industrie
- 1981 Unternehmerin des Jahres